# توماس بي. ديوي
توماس بي. ديوي (بالإنجليزية: Thomas B. Dewey)‏ (6 مارس 1915، إلخارت في الولايات المتحدة - 1981، تمبي في الولايات المتحدة)؛ كاتب وروائي أمريكي. درس في جامعة آيوا.

## روابط خارجية
- توماس بي. ديوي على موقع IMDb (الإنجليزية)